# At the End of Evin
At the End of Evin ist ein Filmdrama von Mehdi und Mohammad Torab-Beigi, das im Juli 2021 beim Bucheon International Fantastic Film Festival und beim Galway Film Fleadh vorgestellt wurde.

## Handlung
Amen ist Transgender. Sie zieht aus einer Kleinstadt nach Teheran und hofft hier auf eine Geschlechtsumwandlung. Sie trifft Naser, einen reichen Mann, der verspricht, ihre Operation unter einer Bedingung zu bezahlen.

## Produktion
Regie führten Mehdi und Mohammad Torab-Beigi, die auch das Drehbuch schrieben. Im Presskit zum Film wird auf Statistiken im Iran hingewiesen, nach denen sich über 24.000 Transgenderpersonen in der Bevölkerung befinden, von denen ein hoher Prozentsatz eine Geschlechtsangleichung plant.
Gedreht wurde in Irans Hauptstadt Teheran. Als Kameramann fungierte Mohammad Reza Jahanpanah, der zuvor unter anderem mit Berit Madsen an dessen Dokumentarfilm Sepideh – Ein Himmel voller Sterne arbeitete.
Die erste internationale Vorstellung erfolgte am 11. Juli 2021 beim Bucheon International Fantastic Film Festival. Ab 21. Juli 2021 wurde At the End of Evin beim Galway Film Fleadh vorgestellt.

## Auszeichnungen
Bucheon International Fantastic Film Festival 2021
- Auszeichnung mit dem Méliès International Festivals Federation als Bester asiatischer Film[6]